# Welcome
«Welcome» — (в пер. з англ. «Ласкаво просимо») пісня американського
хіп-хоп ансамблю Fort Minor, бічний проект вокаліста групи Linkin Park
Майка Шиноди. Майк Шинода випустив пісню за допомогою офіційного сайту Fort Minor 21 червня 2015. Шинода заявив, що доріжка не є частиною майбутнього альбому.

## Список композицій
| Вініл (Warner Bros. ) | Вініл (Warner Bros. ) | Вініл (Warner Bros. ) |
| #                     | Назва                 | Тривалість            |
| --------------------- | --------------------- | --------------------- |
| 1.                    | «Welcome»             | 3:52                  |

| Версія для завантаження (Machine Shop) | Версія для завантаження (Machine Shop) | Версія для завантаження (Machine Shop) |
| #                                      | Назва                                  | Тривалість                             |
| -------------------------------------- | -------------------------------------- | -------------------------------------- |
| 1.                                     | «Welcome»                              | 3:52                                   |

## Історія релізу
| Регіон          | Час             | Формат                  | Лейбл                             |
| --------------- | --------------- | ----------------------- | --------------------------------- |
| Світ            | 21 червня, 2015 | Версія для завантаження | Warner Bros. Records/Machine Shop |
| Сполучені Штати | 22 червня, 2015 | Вінілова платівка       | Warner Bros. Records              |